# Hede, Avesta kommun
Hede är en småort i Avesta kommun, Dalarnas län, belägen i By socken. 

## Historia
Ortens historia sträcker sig tillbaka flera hundra år som ett brukssamhälle. Tidigare fanns det järntillverkning med bland annat en masugn, vilken man fortfarande kan se grunden av. Genom orten rinner Årängsån vilken är uppdämd på två ställen för småskalig elproduktion. 
Tidigare gick en smalspårig järnväg genom orten. Sträckningen var mellan Horndal och Näs bruk och anlades för att serva respektive orters bruk. Järnvägen revs upp 1953 och idag är en stor del av banvallen skogsbilväg. Kvar finns stationshuset och vattentornet som användes för att fylla vatten i ånglok.
På orten fanns tidigare ett sågverk som till största del brann ner sommaren 1975. Kvar idag från verksamheten finns en bygghandel och ett hyvleri. Under 90-talet brann även ortens mataffär ner, vilken inte återuppbyggdes. I samma veva lades Föreningssparbankens lokalkontor samt Apoteket ned. Kvar på orten fanns då fortfarande en vårdcentral, som även servade By Kyrkby, Näs bruk, Rossberga och Horndal. Denna flyttades under början av 00-talet till Horndal och ersattes i Hedegården av ett boende för ensamkommande flyktingbarn med plats för 12 personer i åldern 13-18 år. Boendet lades ner 2018 och sedan dess står Hedegården oanvänd.

### Befolkningsutveckling
| Befolkningsutvecklingen i Hede 1950–2015                                                                           | Befolkningsutvecklingen i Hede 1950–2015 | Befolkningsutvecklingen i Hede 1950–2015 | Befolkningsutvecklingen i Hede 1950–2015 | Befolkningsutvecklingen i Hede 1950–2015 |
| --- | ---------------------------------------- | ---------------------------------------- | ---------------------------------------- | ---------------------------------------- |
| |                                          |                                          |                                          |                                          |
| År |                                          |                                          | Folkmängd                                | Areal (ha)                               |
| 1950 | 1950                                     |                                          | 257                                      | ##                                       |
| 1960 | 1960                                     |                                          | 151                                      | ¤                                        |
| 1990 | 1990                                     |                                          | 107                                      | 24#                                      |
| 1995 | 1995                                     |                                          | 138                                      | 29#                                      |
| 2000 | 2000                                     |                                          | 166                                      | 29#                                      |
| 2005 | 2005                                     |                                          | 142                                      | 30#                                      |
| 2010 | 2010                                     |                                          | 133                                      | 30#                                      |
| 2015 | 2015                                     |                                          | 136                                      | 51#                                      |
| Anm.: ## Som tätort/befolkningsagglomeration 1920–1950. ¤ Som tätortsbebyggelse med 150-199 invånare # Som småort. |                                          |                                          |                                          |                                          |